# Winchester Model 1894
Winchester Model 1894 (рус. Винчестер Модели 94 года, также известный как Winchester .30-30 rifle, Winchester 94, Win 94,, .30-30 Winchester, или просто .30-30) — одна из самых известных и популярных винтовок с рычажным взводом.  Разработана американским конструктором Джоном Браунингом в 1894 году, производилась Winchester Repeating Arms Company до 1980 года, а потом компанией U.S. Repeating Arms, пока в 2006 году они не прекратили выпуск этих винтовок. FN Herstal заявили, что выпустят ограниченное количество новых моделей этого оружия в 2010 году.

## Описание
Оригинальный Winchester Model 1894 выпускался под патроны .32-40 Winchester, .38-55 Winchester, .25-35 Winchester, .30-30 Winchester и .32 Winchester Special. Это было первое охотничье оружие, продавшееся в количестве более 7 млн штук. Миллионный по счёту Winchester Model 1894 был подарен президенту США Джону Калвину Кулиджу в 1927 году, полуторамиллионный по счёту — президенту США Гэрри Труману 8 мая 1948 года, двухмиллионный по счёту — президенту Дуайту Дэвиду Эйзенхауэру в 1953 году.
Это было первое охотничье оружие, использующее патроны с бездымным порохом. Название патрона (.30-30 Winchester) стало синонимом названия самой винтовки.
В 1964 году производство Winchester Model 94 было изменено для того, чтобы винтовка стала дешевле в изготовлении. Поэтому «винтовки до 64 года» стали дороже для любителей.
Производство винтовок в США закончилось в 2006 году. В каталоге оружия Winchester на 2005 год было 14 вариантов Модели 94.
Винчестеру 1894 года принадлежит рекорд по продажам среди спортивных и охотничьих винтовок в США (около 7 млн штук).

## Интересные факты
- Винчестер 1894 года увековечен в известной песне солдат Панчо Вильи «Carabina Treinta Treinta» («Карабин 30-30»)[5][6].
- Компания IBM в 1973 году выпустила жёсткий диск модели 3340, впервые объединивший в одном неразъёмном корпусе пластины диска и считывающие головки. При его разработке инженеры использовали краткое внутреннее обозначение «30-30», что означало два модуля (в максимальной компоновке) по 30 МБ каждый. Кеннет Хотон, руководитель проекта, по созвучию с альтернативным названием Winchester Model 1894 — «Winchester .30-30» — предложил назвать этот диск «винчестером»[7].